# 副脾
副脾（accessory spleen）是先天性异位脾组织，其在脾脏之外独立存在。一般是在脾的附近，多见于脾门（the hilum of the spleen）相邻于胰尾，或是胃脾韧带和大网膜中的一个或多个与脾脏结构相似功能相同的结构。有些异位副脾或脾组织植入（splenosis）甚至存在于胰腺、纵隔、盆腔内。多脾症（polysplenia）是有多个脾、脾脏组织或副脾存在的现象。
副脾或脾组织植入发生原因可能是由于胃背侧系膜内胚胎脾芽的某部分融合失败所致，或部分脾组织脱离主脾发育而成。出现率为10%～40%。其位置、大小和数目不定，典型为直径1cm，类似于一个淋巴结或小型的脾脏。因脾功能亢进而作脾切除术时，应同时切除之。
发育异常或創傷时，临床上可导致医学图像的解读错误或导致脾切除术后症状依然存在。